# Hippolytidae
Hippolytidae là một họ tôm dọn dẹp, còn được gọi là tôm gãy lưng hoặc tôm hề. Thuật ngữ "tôm gãy lưng" cũng được áp dụng riêng cho chi Hippolyte và "tôm dọn dẹp" đôi khi cũng được dùng để chỉ cho riêng loài Lysmata amboinensis.

## Phân loại
Trước đây, phạm vi phân loại của họ Hippolytidae bao gồm một số đơn vị phân loại bổ sung hiện đã được chuyển sang các họ Bythocariidae, Lysmatidae, Merguiidae và Thoridae. Tính đến tháng 6 năm 2023, có 16 chi được công nhận trong họ Hippolytidae theo nghĩa hẹp:
- Alope White, 1847
- Caridion Goës, 1864
- Chorismus Spence Bate, 1888
- Eumanningia Crosnier, 2000
- Gelastocaris Kemp, 1914
- Gelastreutes AJ Bruce, 1990
- Hippolyte Leach, 1814
- Latreutes Stimpson, 1860
- Leontocaris Stebbing, 1905
- Merhippolyte Spence Bate, 1888
- Nauticaris Spence Bate, 1888
- Phycocaris Kemp, 1916
- Saron Thallwitz, 1891
- Thorella Bruce, 1982
- Tozeuma Stimpson, 1860
- Trachycaris Calman, 1906